# Rafael Torres (boxe anglaise)
Rafael Torres est un boxeur dominicain né le 17 avril 1966 à Santiago de los Caballeros.

## Carrière
Passé professionnel en 1986, il devient le premier champion du monde des poids pailles WBO après sa victoire aux points contre Yamil Caraballo le 30 août 1989. Torres conserve son titre face à Husni Ray puis est destitué par la WBO en 1991 pour ne pas l'avoir remis en jeu à temps. Il s'inclinera par KO contre Chana Porpaoin, champion WBA de la catégorie, en 1993 et mettra un terme à sa carrière sportive en 1999 sur un bilan de 16 victoires et 9 défaites.